# 87e division d'infanterie (États-Unis)
Pour les articles homonymes, voir 87e division d'infanterie.
La 87e division d'infanterie (87th Infantry Division) est une division de l'US Army lors des deux guerres mondiales.
Elle est créée le 25 août 1917 dans l'Arkansas, à l'occasion de la Première Guerre mondiale et est envoyée en Europe en septembre 1918, sans qu'elle ne soit engagée au combat. Elle est démobilisée en février 1919. Elle réapparaît en décembre 1942 dans le Camp McCain au Mississippi. Après un long entraînement, elle arrive en Écosse lors de l'automne 1944. Elle entre en action au début du mois de décembre 1944, à l'occasion de la bataille de Metz, s'emparant notamment du fort Driant. Elle progresse ensuite vers l'Allemagne, peu avant la contre-attaque allemande dans les Ardennes. Elle est alors placée en réserve avant d'être engagée le 29 décembre, parvenant à s'emparer de plusieurs villes, atteignant l'Ourthe le 13 janvier. Deux jours plus tard, elle se dirige vers le Luxembourg et prend Wasserbillig avant d'être relevée par la 76e division d'infanterie. Par la suite, elle prend part à la campagne d'Allemagne, combattant notamment à Coblence les 18 et 19 mars, avant de franchir le Rhin les 25 et 26 mars. Continuant son avancée, elle pénètre en Thuringe et en Saxe, capturant Plauen le 17 avril. Elle s'arrête à la frontière avec la Tchécoslovaquie, prenant la ville frontalière de Falkenstein le 6 mai, deux jours avant la capitulation allemande.

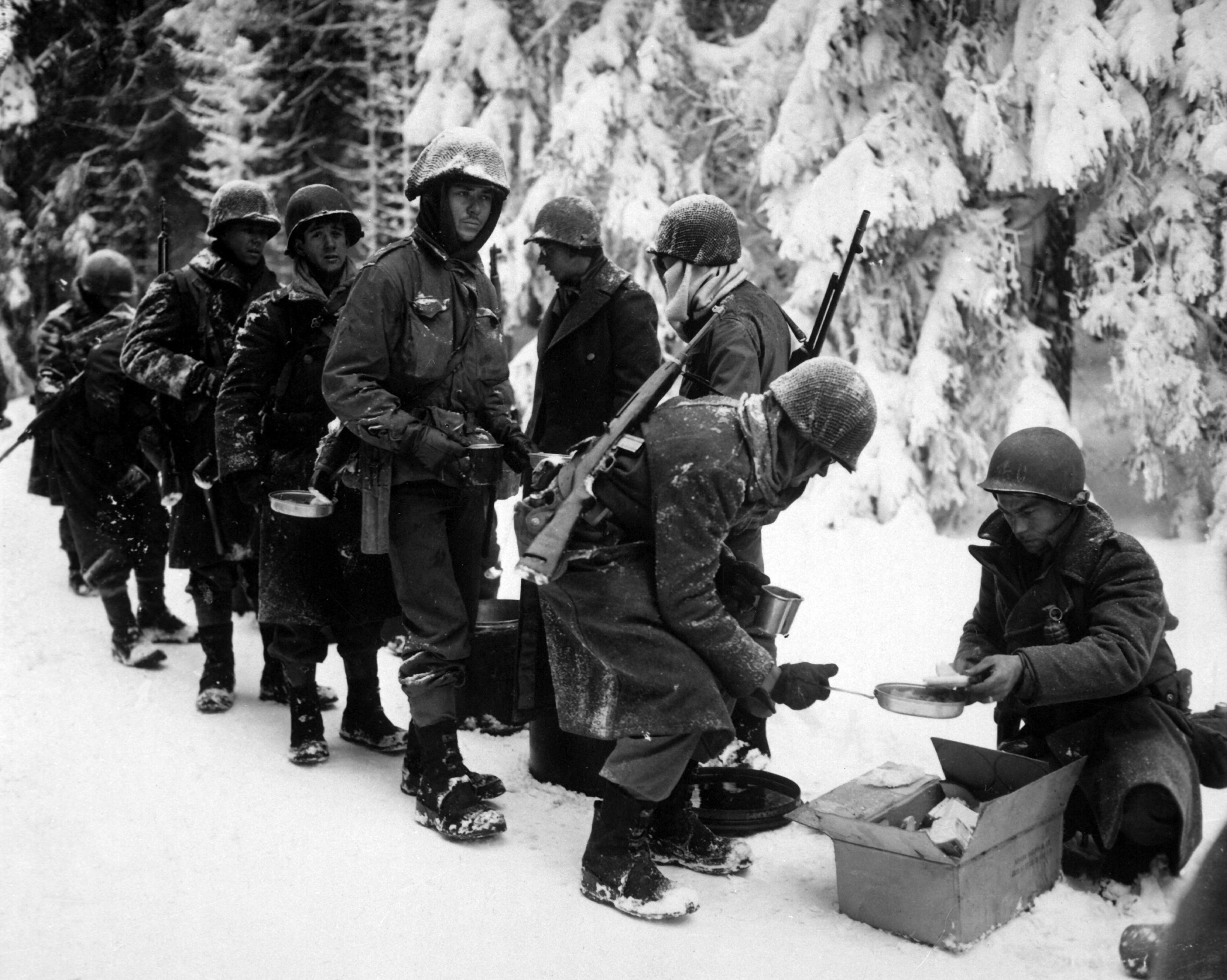
Ration distribuée aux soldats du d'infanterie de la division, alors qu'ils progressent vers La Roche en Belgique, le 13 janvier 1945.

Avec la fin de la guerre en Europe, elle revient rapidement sur le sol américain dans la perspective de participer à l'invasion du Japon. Toutefois, la capitulation japonaise le 2 septembre met fin à la perspective de cette action militaire et la division est démobilisée le 21 septembre.
L'unité est réactivée dès 1946 jusqu'en 1954. Depuis 1993, elle est reformée sous la forme de la 87th Training Division, une formation d'entraînement. Aujourd'hui, elle existe sous la forme du 87th Amy Reserve Support Command.

## Liens web
- (en) « Histoire de la division », Lone Sentry (consulté le 6 mai 2016)
- (en) « Association de la 87e division » (consulté le 6 mai 2016)